# Constant Goossens
Constant "Stan" Goossens (Turnhout, 30 de gener de 1937) va ser un ciclista belga que fou professional entre 1960 i 1963.

## Palmarès
- 1958
  - Vencedor de 3 etapes de la Volta a Polònia
- 1959
  - 1r al Tour de Flandes amateur
  - Vencedor de 3 etapes de la Volta a Àustria
- 1960
  - 1r a la Volta a Tunísia i vencedor de 6 etapes
  - Vencedor d'una etapa de la Volta a Bèlgica
- 1962
  - 1r a l'Omloop van Midden-Brabant